# Yacimientos de la desembocadura del río Vélez
La relación histórica entre los asentamientos fenicios de la desembocadura del río Vélez (en Vélez-Málaga, España) se inicia con un núcleo primigenio de hábitat que se corresponde con el yacimiento de los Toscanos, que arranca del siglo VIII a. C. y se extiende progresivamente por el Cerro del Peñón y Cerro Alarcón; incluso en un momento de máxima expansión estos tres yacimientos se unieron en un mismo recinto fortificado. Asociado al asentamiento de los Toscanos se encuentra un área de necrópolis en la vertiente oeste de Cerro del Mar así como otra área conocida como necrópolis de Jardín. Por otro lado, la continuidad poblacional en época púnica y romana se localiza al otro lado del río, en el Cerro del Mar.

## Descripción
Este conjunto de yacimientos se considera una referencia internacional para el estudio de las colonizaciones fenicias y su desarrollo, ampliando posteriormente su ocupación con la presencia púnica en el lugar y su continuidad durante el período romano.
Los estudios geoarqueológicos tuvieron uno de sus primeros campos de investigación en Andalucía precisamente en los yacimientos ubicados en la desembocadura del río Vélez, que han permitido conocer la relación de los colonos fenicios con el medio a través del conocimiento del paleopaisaje, y la explotación a la que se vio sometida tanto por parte de fenicios como de la población autóctona. Las intervenciones arqueológicas han permitido ampliar el panorama sobre la estructura de una colonia, su urbanismo, el trazado de las calles, las viviendas, zonas industriales y otros edificios singulares, así como su sistema defensivo y varias áreas de necrópolis.

## Los Toscanos

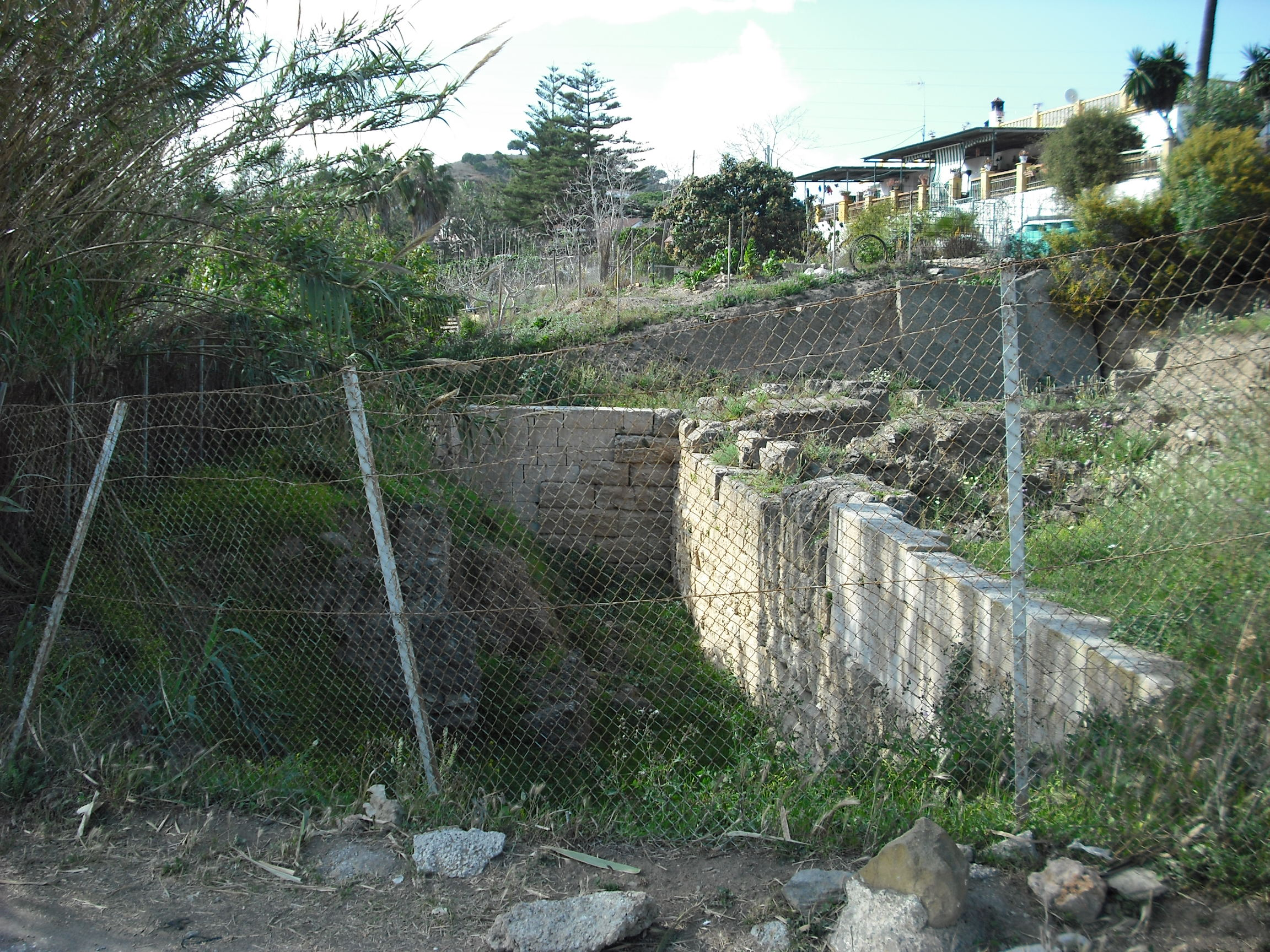
Yacimiento de los Toscanos

El yacimiento de los Toscanos se encuentra en una pequeña elevación en el margen occidental de la desembocadura del río Vélez y al pie del declive oriental del Cerro del Peñón. Aunque en el momento de la llegada de los fenicios debió ubicarse en lo que fue una bahía que penetraba hacia el interior, hoy se encuentra más alejado de la línea de costa.
Se trata de un poblado fenicio rodeado de otros asentamientos relacionados de diversas formas con él y de no menor importancia. Su cronología arranca, según los arqueólogos que los han excavado, en la segunda mitad del s. VIII a. C. hasta mediados del VI. Posteriormente el lugar volvió a ser ocupado en época romana altoimperial, perdurando hasta el s. III d. C., hecho constatado por el hallazgo de los hornos de Manganeto, una gran villa fortificada realizada fundamentalmente con material reutilizado, y la documentación de una necrópolis.
En el poblado fenicio destaca por su singularidad la aparición de un edificio identificado posiblemente con un almacén, compuesto de tres naves rectangulares, una de ellas de dos plantas, donde se ha registrado un gran número de ánforas. Según los estudios realizados se puede considerar como el principal centro de almacenaje y distribución de mercancías de la zona. También de este asentamiento se reconoce entre otras estructuras una zona industrial destinada a la metalurgia del cobre y del hierro, así como un embarcadero para cuya construcción se rebajó la roca natural creando una plataforma pavimentada de piedras y fragmentos cerámicos.
Este asentamiento, en su fase más antigua, se ha puesto en relación con la necrópolis de incineración ubicada en la vertiente opuesta del río, en Cerro del Mar (Vega de Mena), pero también con los primeros momentos de la necrópolis de Jardín, al mismo lado del río, aunque algo más al norte y a escasa distancia de su emplazamiento.
En relación con otros yacimientos indígenas el poblado fenicio de los Toscanos tenía comunicación, a través de la navegación del río Vélez, con importantes asentamientos como el localizado bajo las ruinas de la fortaleza medieval de la población de Vélez Málaga.

## Cerro del Peñón

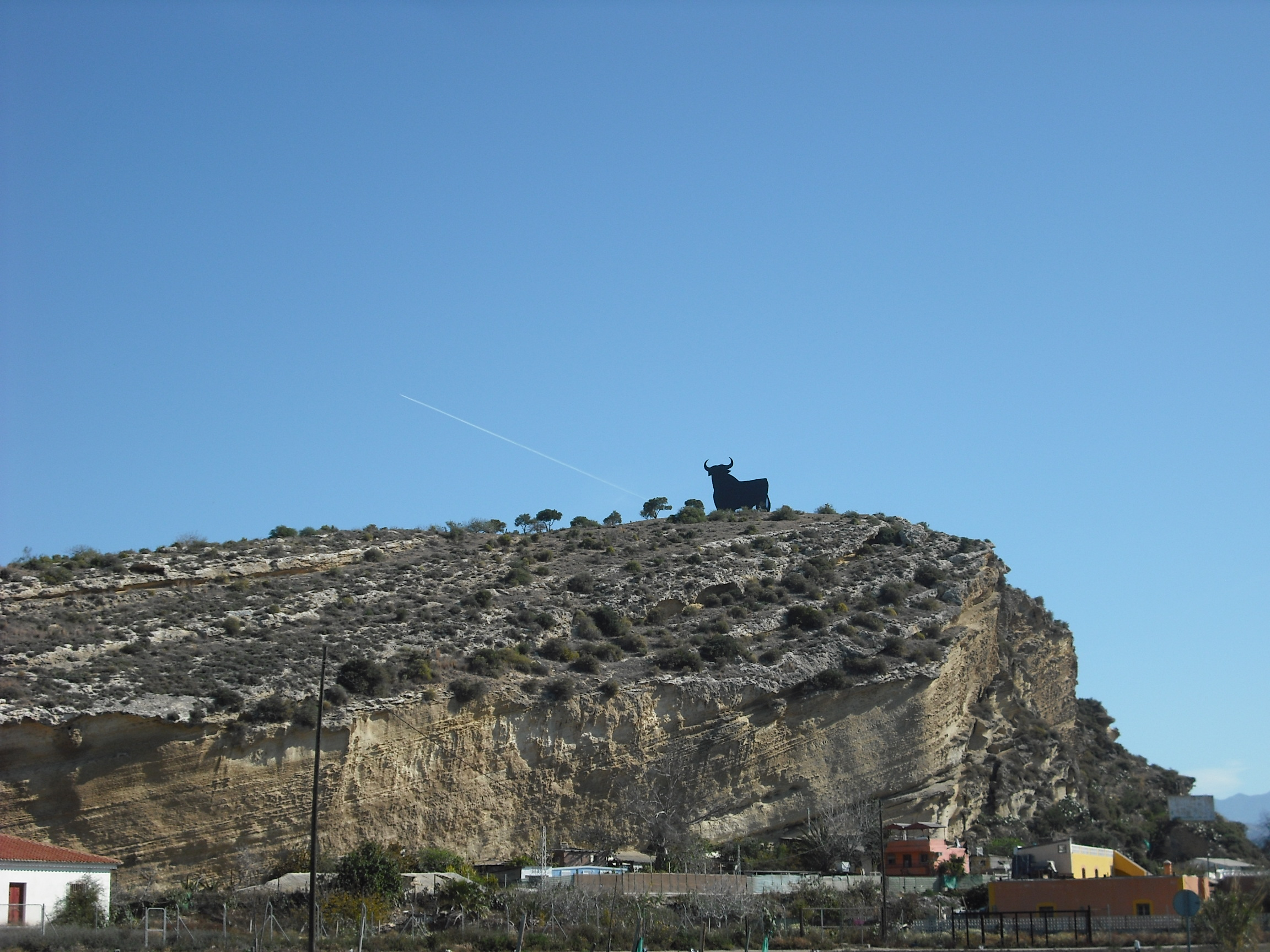
Cerro del Peñón

El yacimiento denominado Cerro del Peñón está ubicado en una elevación del terreno bastante pronunciada en el margen derecho del río Vélez. Dista unos 800 metros de la actual línea de costa, aunque en época fenicia el mar bañaría casi toda su base.
Su campo visual es amplísimo sobre el entorno, pero su piedra arenisca, apta para ser explotada como cantera desde los primeros momentos, ha sido lo que ha caracterizado este enclave, explotándose su piedra desde antiguo hasta tiempos muy recientes.
En su cima se encuentra un asentamiento arcaico, del s. VII al VI a. C., que tras ser abandonado vuelve a estar habitado en época medieval, en concreto en los siglos X y XI. Los investigadores que intervinieron en él lo interpretan como zona de expansión de los Toscanos, coincidiendo en cronología con este hasta el siglo VI y por lo tanto sólo en su fase fenicia. De esta primera época se conocen dos áreas diferenciadas, por un lado una zona de hábitat y por otro una zona industrial donde se han localizado una serie de hornos de fundición de metales.

## Cerro Alarcón
Se trata de un cerro elevado, situado en el margen derecho del río Vélez al noroeste de los Toscanos. En época fenicia quedaba en el fondo occidental de la antigua bahía en la que desembocaba el río.
El yacimiento fenicio arcaico se fecha entre la primera mitad del s. VII a. C. y comienzos del VI. Además de algunas construcciones es significativa la muralla que recorre todo el cerro. En un primer momento se realiza mediante mampostería y adobe, mientras que la cerca posterior se construye con pizarra.

## Cerro del Mar

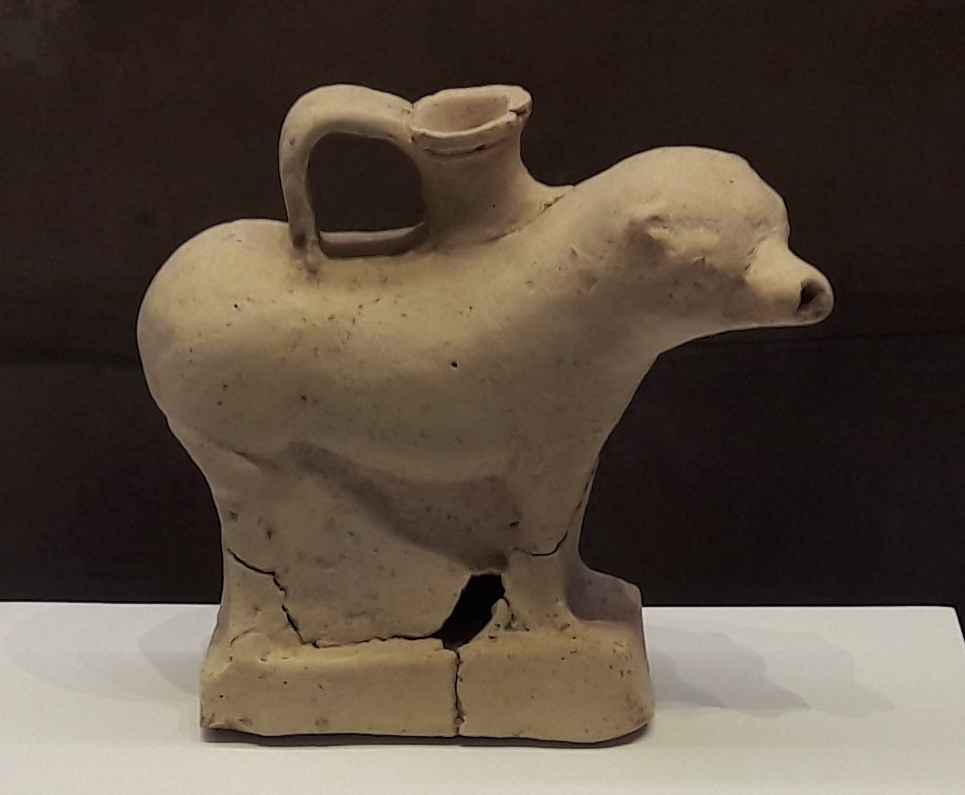
Vaso zoomorfo de Cerro del Mar, Museo de Málaga

El yacimiento de Cerro del Mar se encuentra en una pequeña elevación en el margen oriental de la desembocadura del río Vélez, a la salida de una antigua bahía existente en época fenicia. Hoy sin embargo se encuentra más alejado de la línea de costa.
Algunas teorías hacen corresponder este yacimiento con la antigua ciudad púnica y después romana de Maenoba, identificada por A. Schulten como Mainake-Maenoba. Su cronología arranca, para sus investigadores, en el siglo VI a. C., pero las mayores evidencias son ya del s. IV, en época púnica, con una ocupación ininterrumpida que va hasta el s. II a. C., sin contar con una posterior implantación de época romana imperial. Además en este yacimiento existe un sector de necrópolis arcaica (siglo VII a. C.) de incineración en la zona conocida como la vega de Mena, que posiblemente se relaciona con el asentamiento arcaico de los Toscanos.

## Necrópolis de Jardín

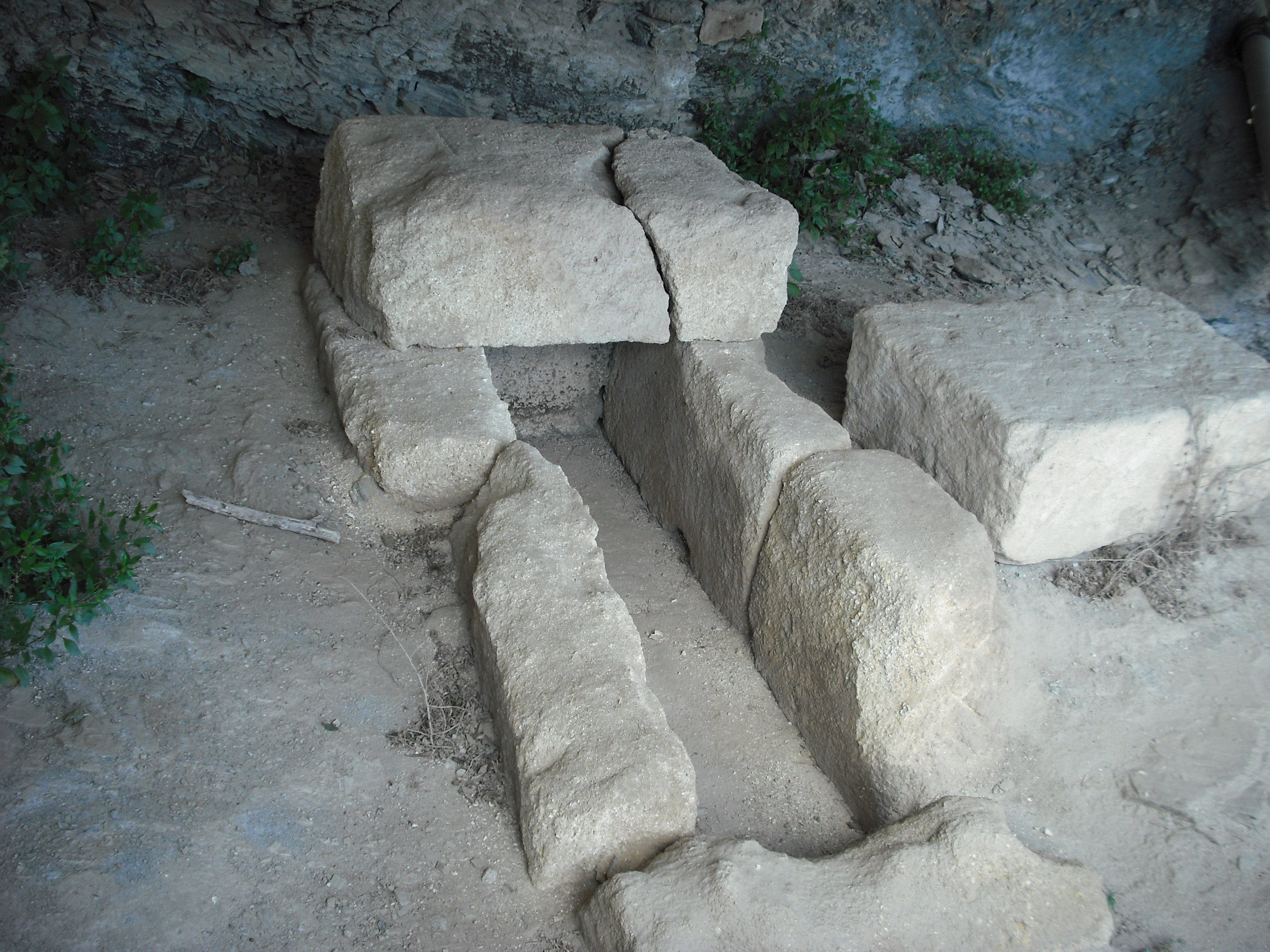
Necrópolis de Jardín

La necrópolis de Jardín es uno de los mayores cementerios fenicios occidentales. Se ubica en la orilla occidental del río Vélez, a unos 300 m al norte de los Toscanos, en la falda de un cerro que se encontraba en el interior de una antigua bahía.
Esta necrópolis se asocia tradicionalmente a la población de los últimos momentos de los Toscanos, pero su grueso correspondería a la del Cerro del Mar. En líneas generales se ha datado entre los siglos VI y IV a. C., aunque las fases más antiguas son las mejor conocidas, ya que todo el sector este quedó muy dañado por labores de abancalamiento, y debió ser aquí donde se encontraban las tumbas más modernas.
La tipología de las tumbas son muy variadas; las más simples son las fosas excavadas en la roca, pero por otro lado se han documentado cistas, sarcófagos monolíticos y estructuras más complejas.